# روبن نيفيس (لاعب كرة قدم)
روبن نيفيس هو لاعب كرة قدم برتغالي في مركز الوسط، ولد في 12 مايو 1991 في ساو جواو دا ماديرا في البرتغال. لعب مع ديبورتيفو داس أيفيس.

## وصلات خارجية
- روبن نيفيس (لاعب كرة قدم) على موقع قاعدة بيانات كرة القدم.إي يو (الإنجليزية)
- روبن نيفيس (لاعب كرة قدم) على موقع Soccerway.com (الإنجليزية)